# DN68B
De DN68B (Drum Național 68B of Nationale weg 68B) is een weg in Roemenië. Hij loopt van Deva naar Hunedoara. De weg is 12 kilometer lang.